# 舊克里木
舊克里木（羅馬化：Staryy Krym）法理上是乌克兰克里米亚自治共和国费奥多西亚区的城市，事实上由俄罗斯軍事佔領，俄方區劃為克里米亞共和國基洛夫斯科耶区。該市位於克里米亚半島東部，始建于1世纪，城市面积9.97平方公里，海拔高度450米，2021年人口数量為10,470人。目前该市为俄罗斯占领。

## 名稱由來
在13世紀，舊克里木被稱為蘇加克特（Solkhat、Solkhad、Solghad、Ṣulġāt，صلغات）或辛林（Qrım、al-Qirim，القرم），這兩個名字都是不成文，由來亦不確定。在14世紀，上述的兩個名字並存，但到15世紀，名稱「辛林」取代了「蘇加克特」。「辛林」此名稱很有可能是源自辛梅里亚人，亦有說法指是源自希臘語懸崖（羅馬化：Cremni）或蒙古人對該地區的稱謂。
由於叶卡捷琳娜二世於1783年把克里米亞併入俄國，該鎮被加上俄羅斯詞彙「Старый」（意為“老”或“舊”）。據官方資料，該鎮亦有希臘文名字路可帕力斯，但並不普及。

## 歷史
這個鎮很可能是蒙古征服基輔羅斯之前可薩人要塞的遺址。在1270年代之前，舊克里木是堡壘周邊的村莊，又在14世紀初成為一個繁榮的城市(這里有克里米亞最古老的清真寺)。

## 图集

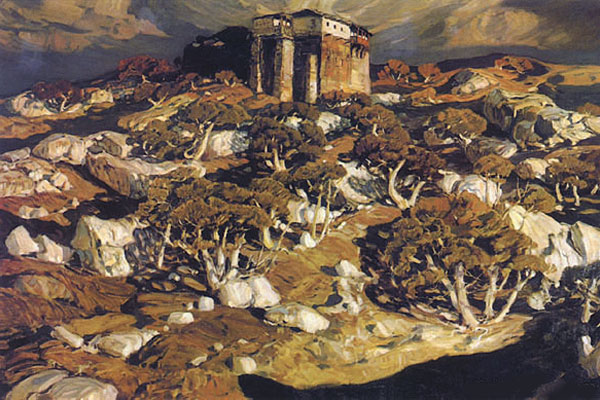
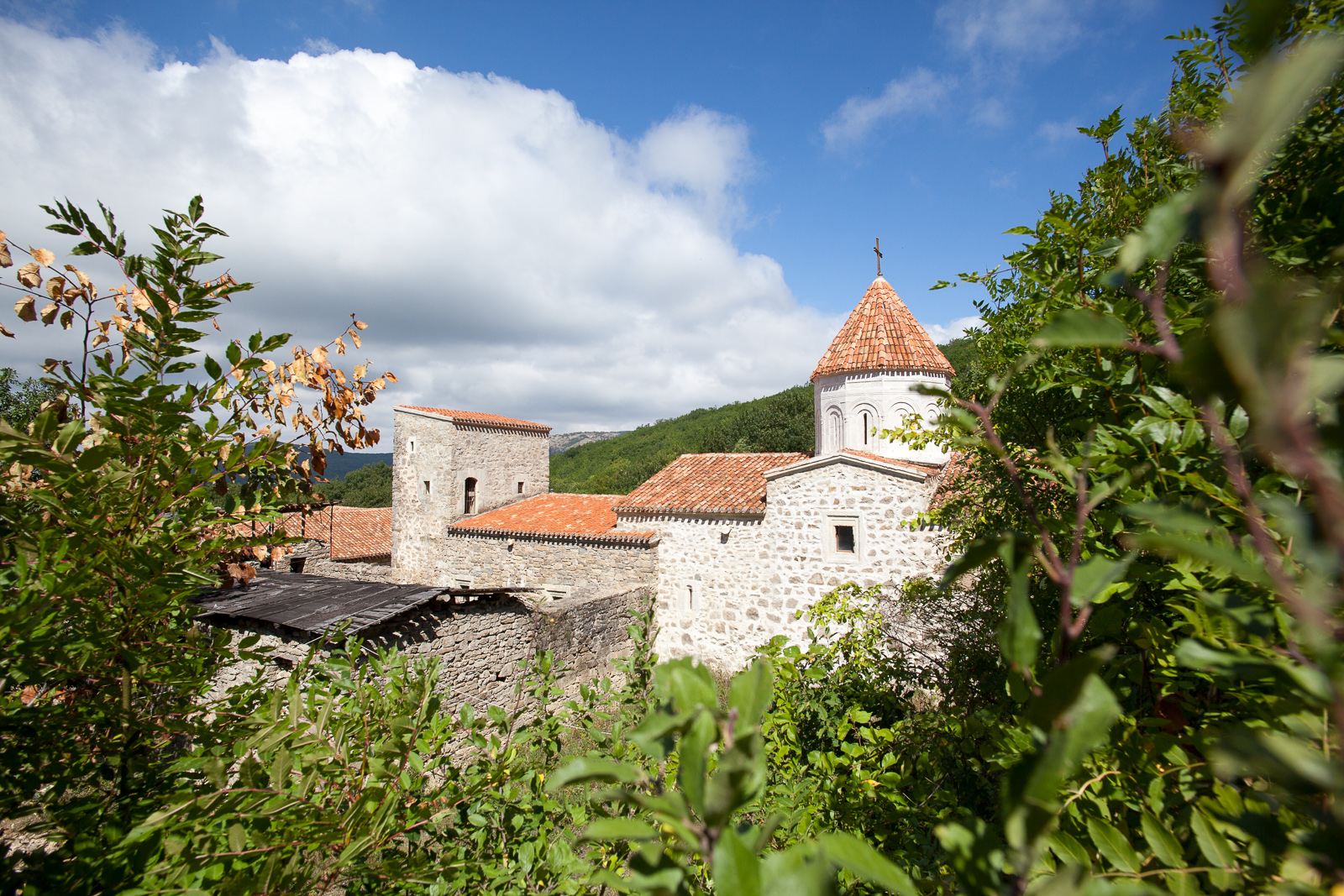
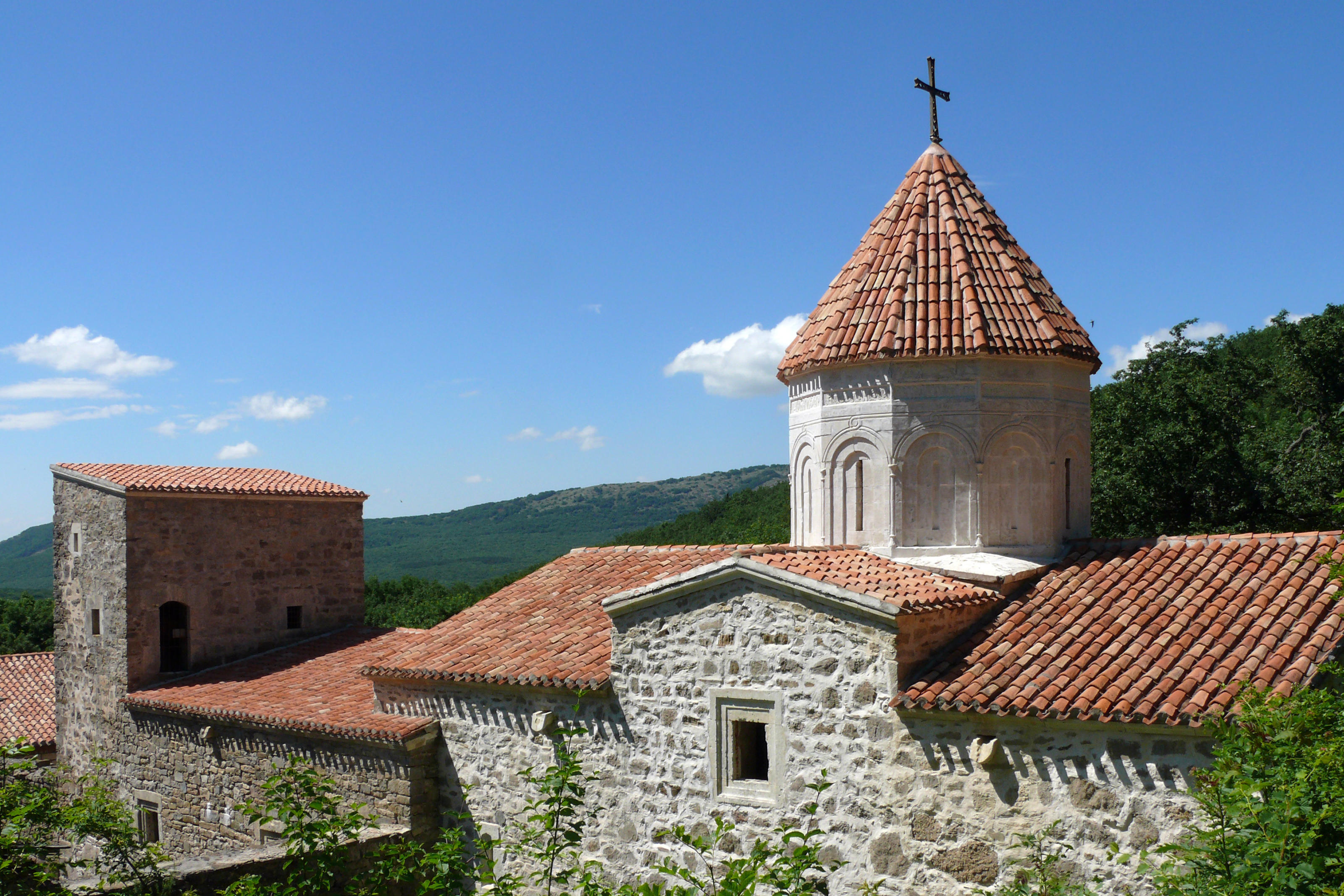
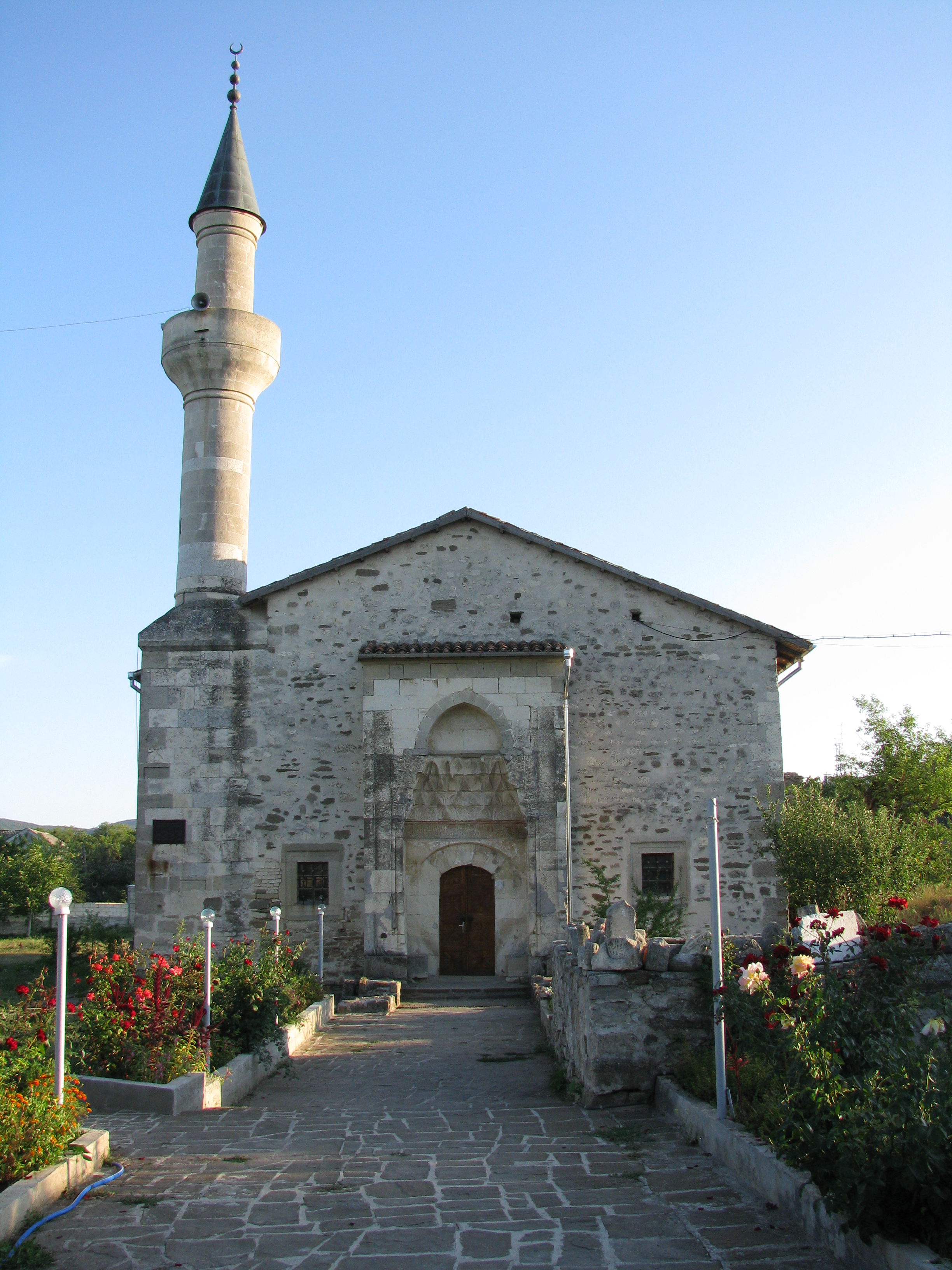
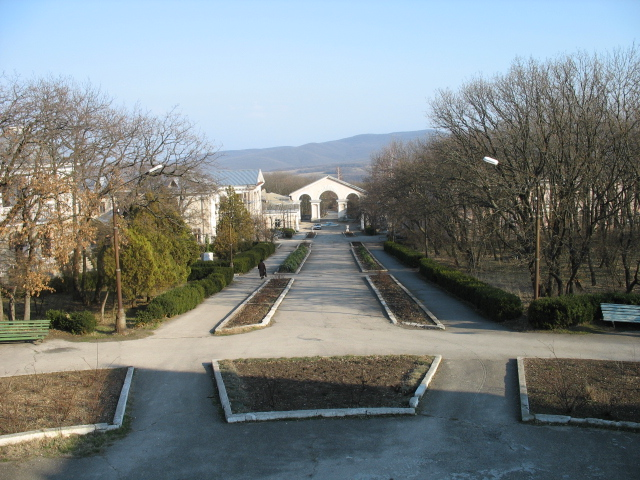
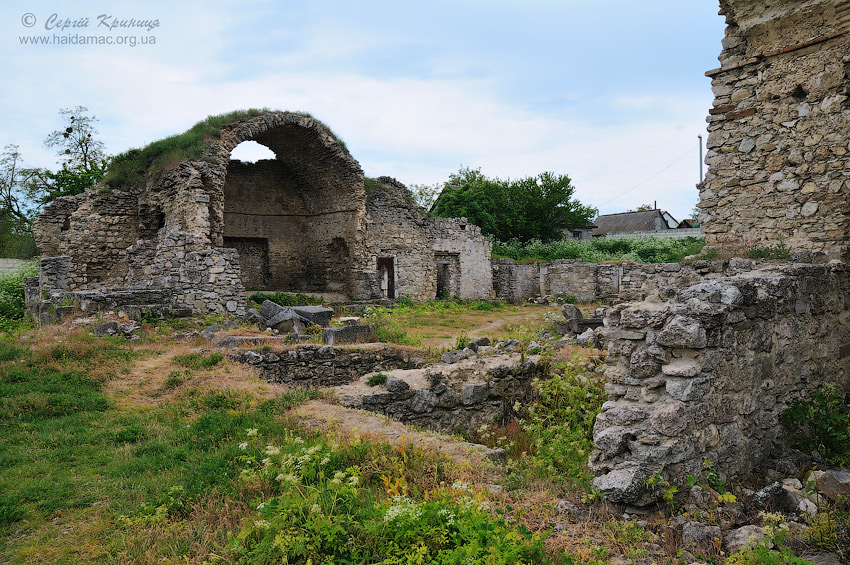
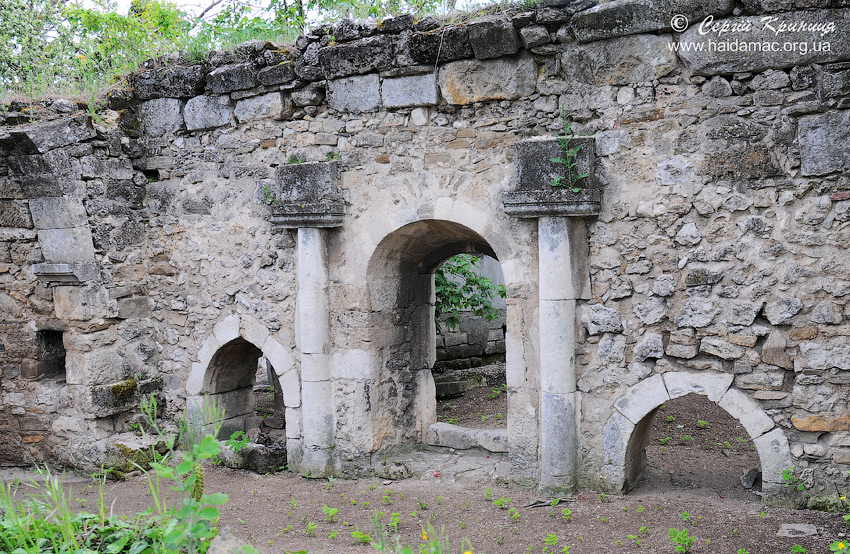
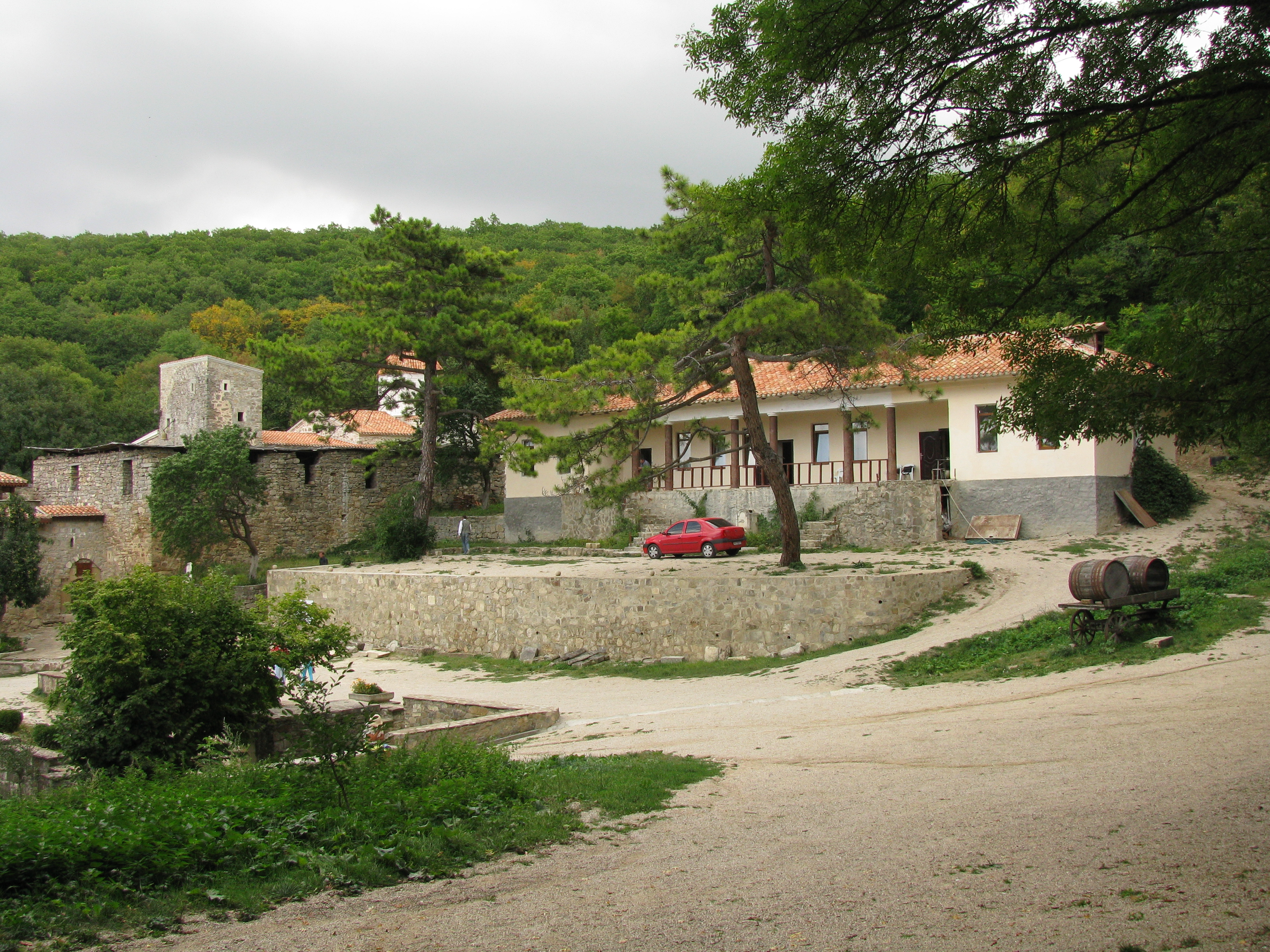
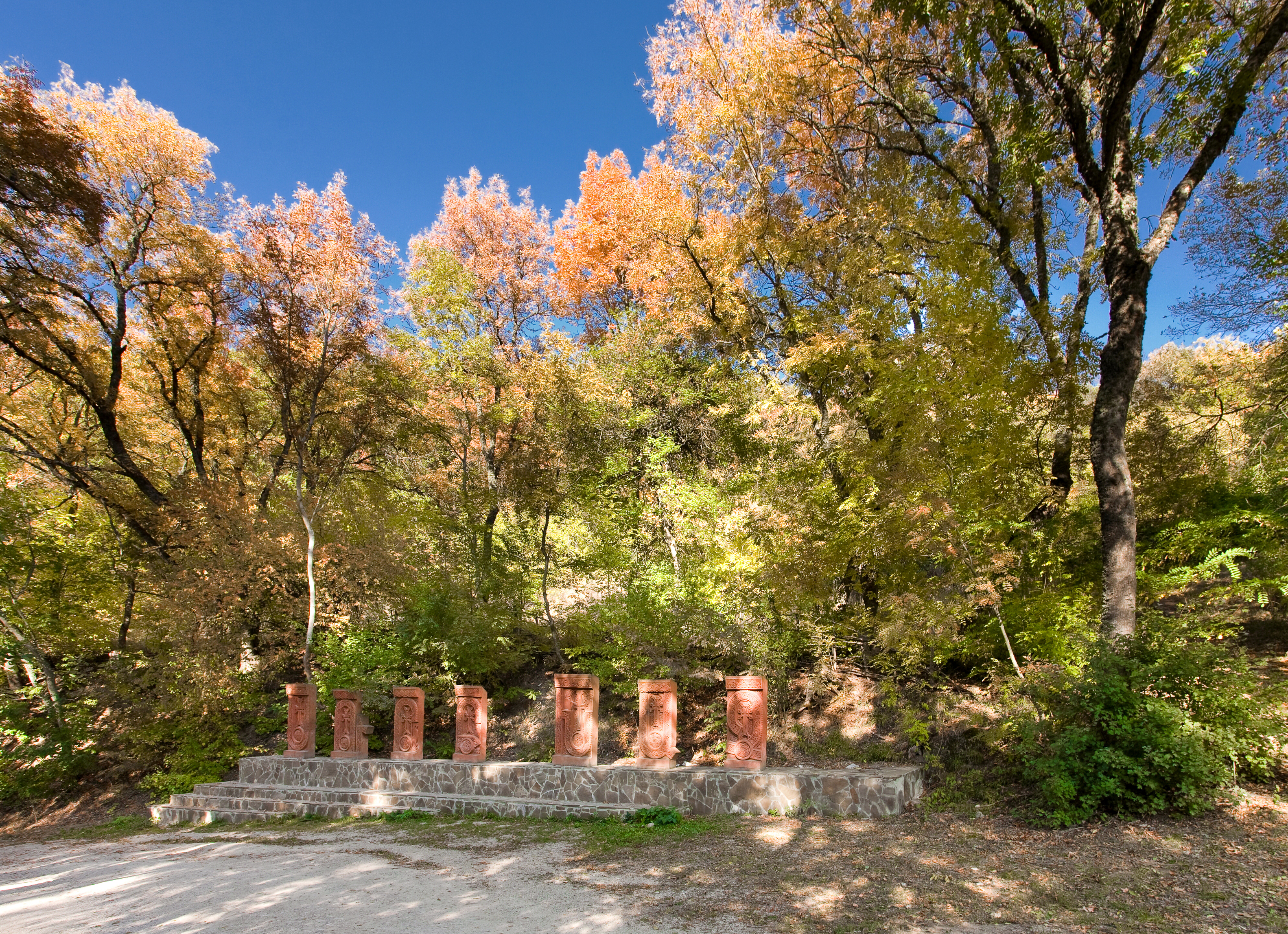
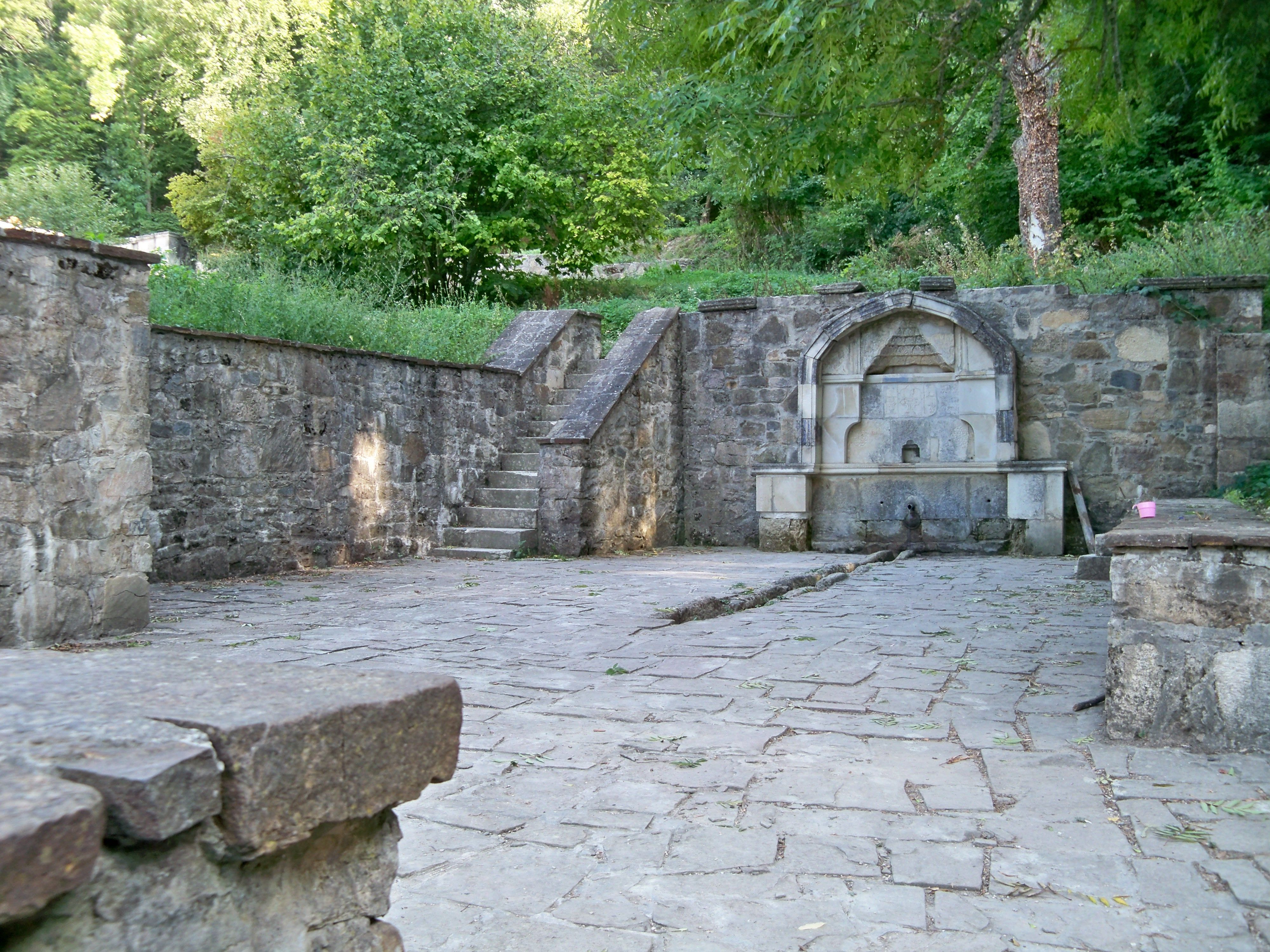
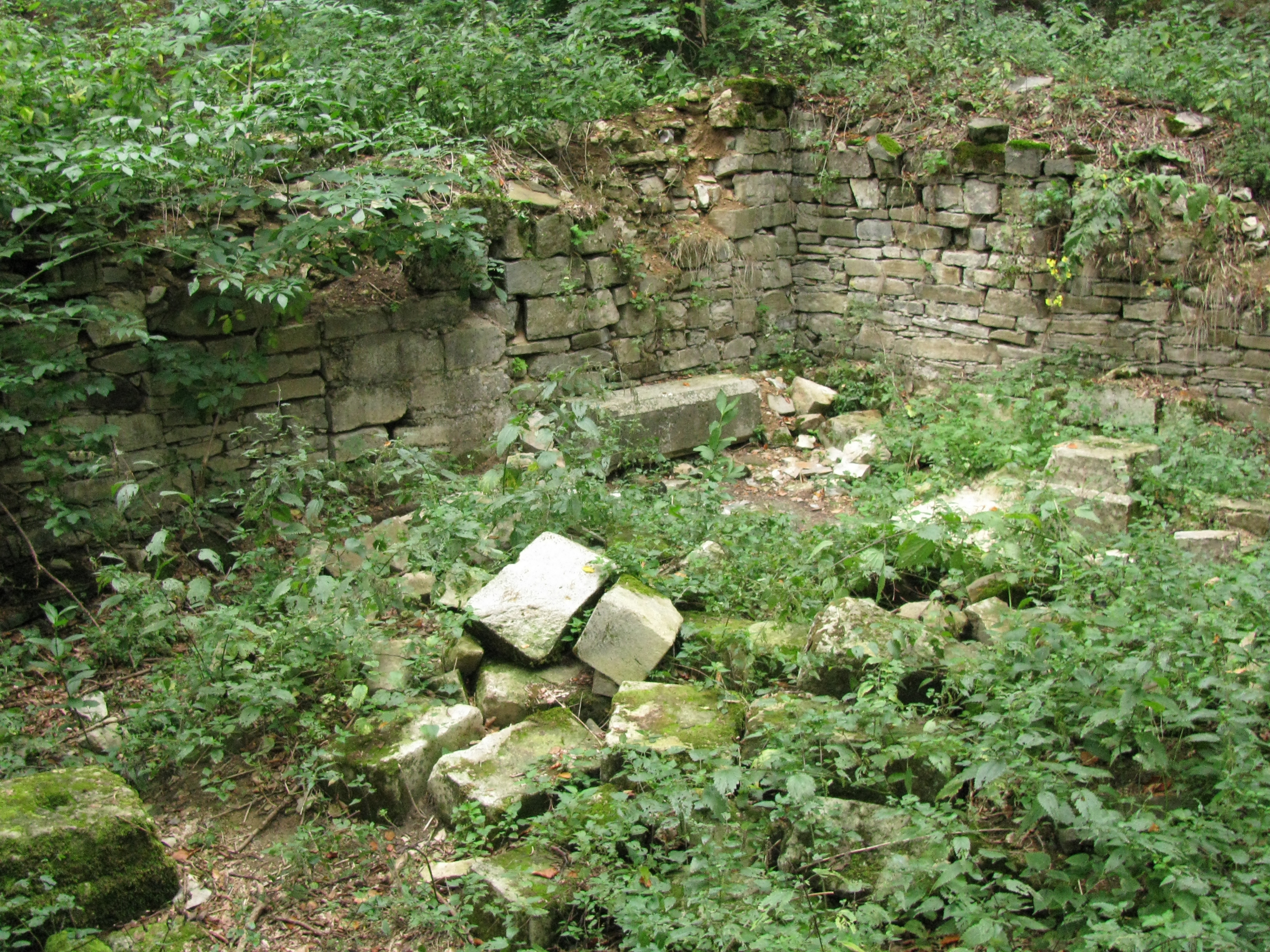
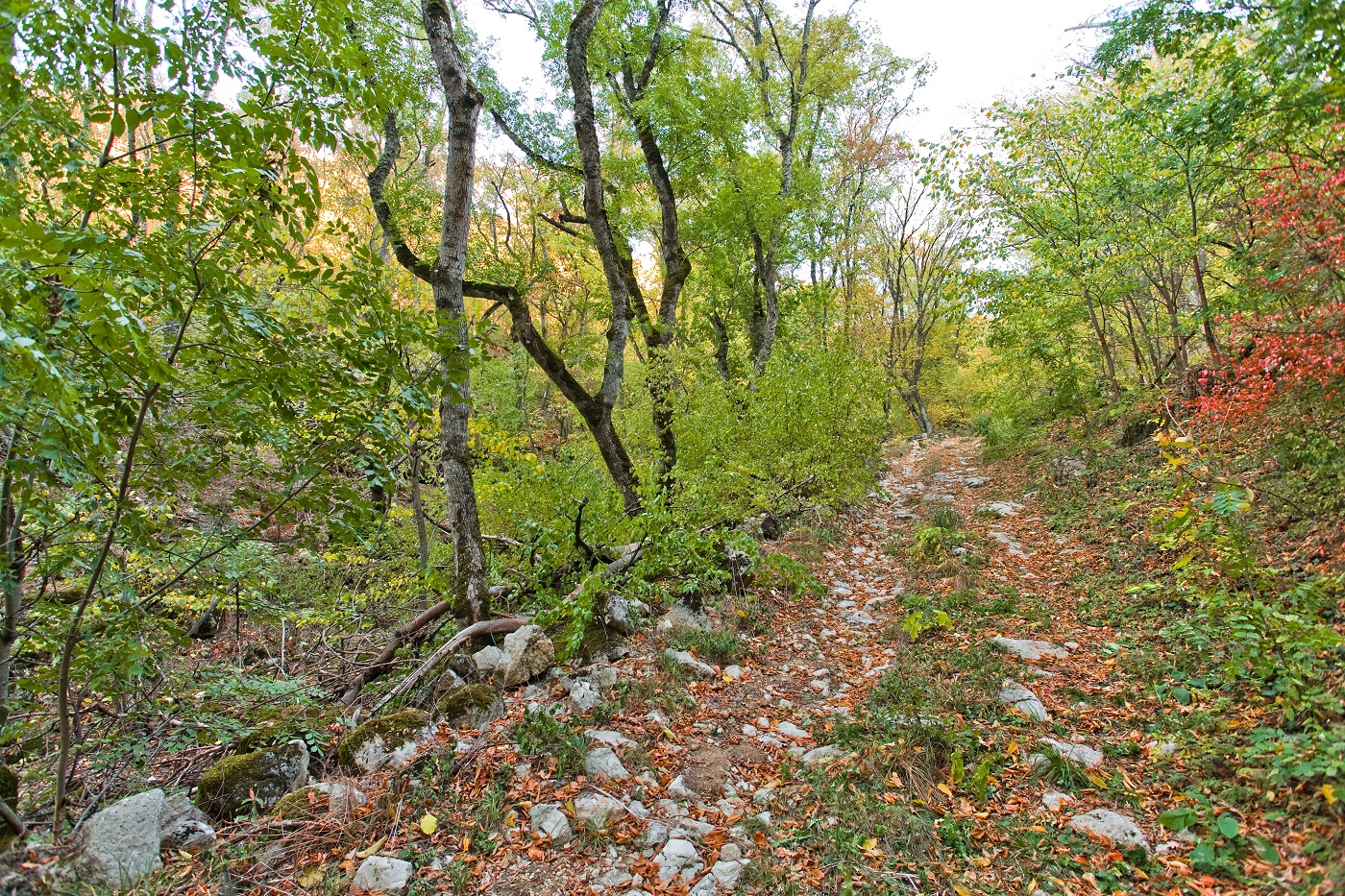
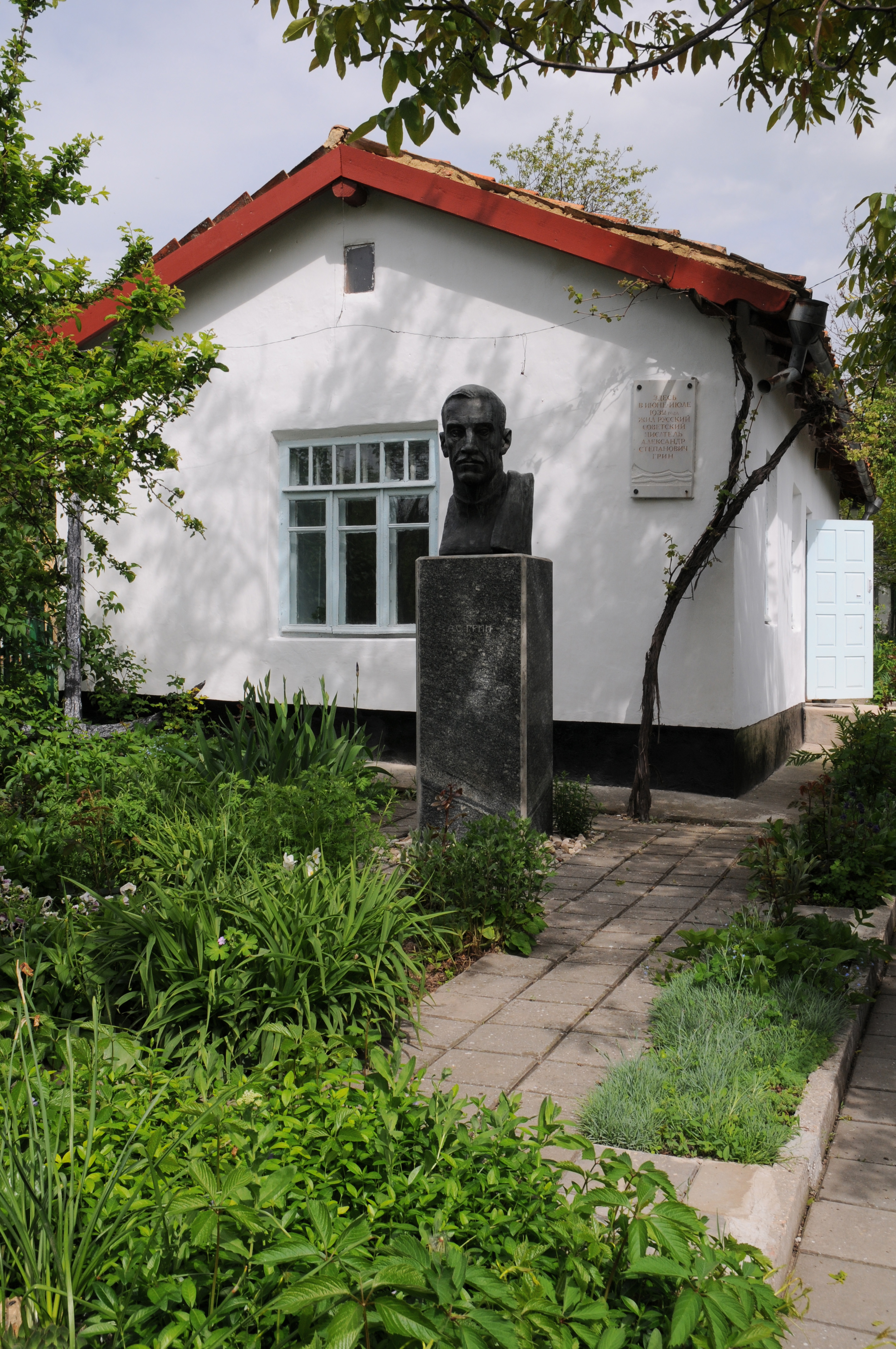
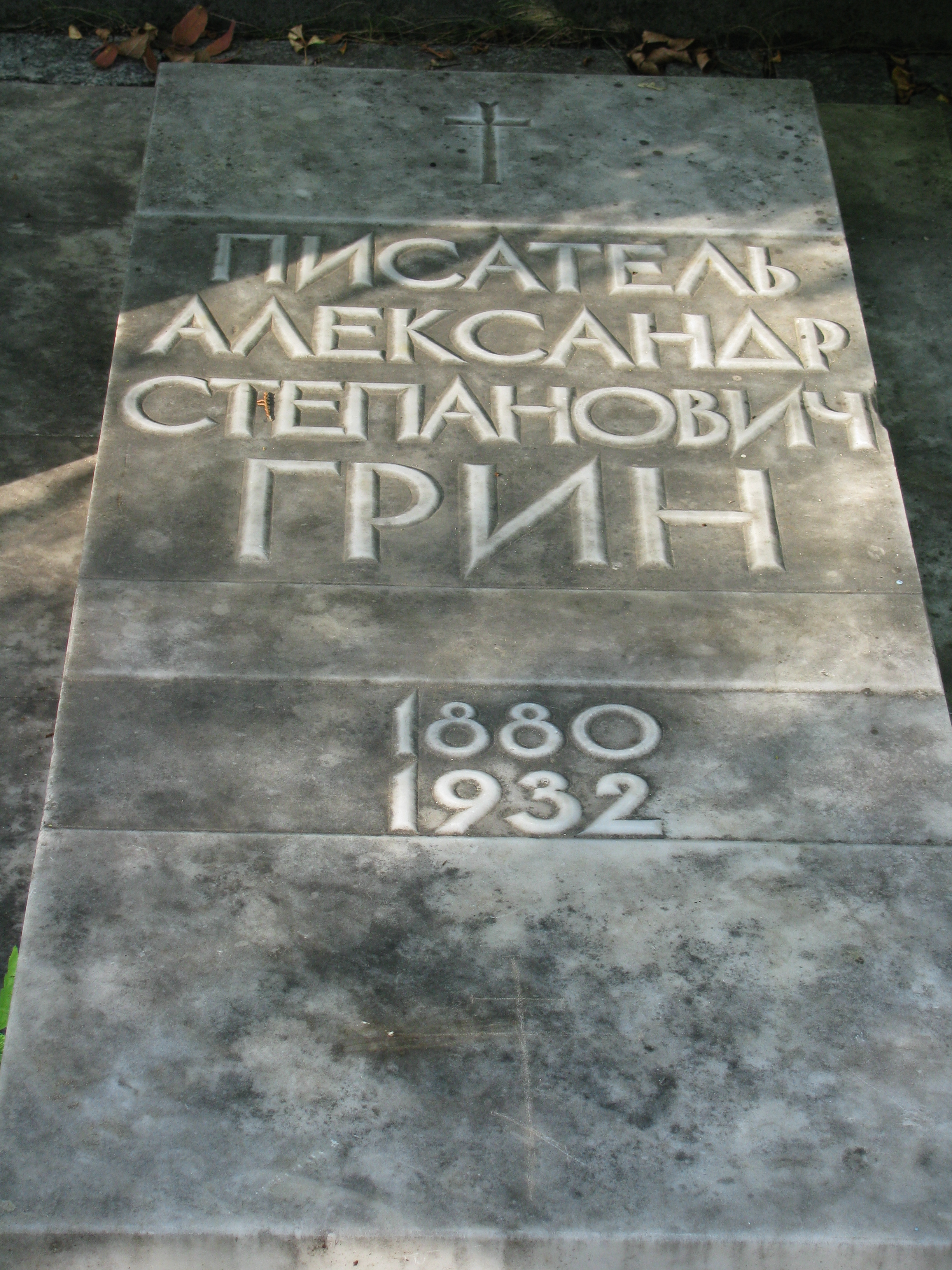
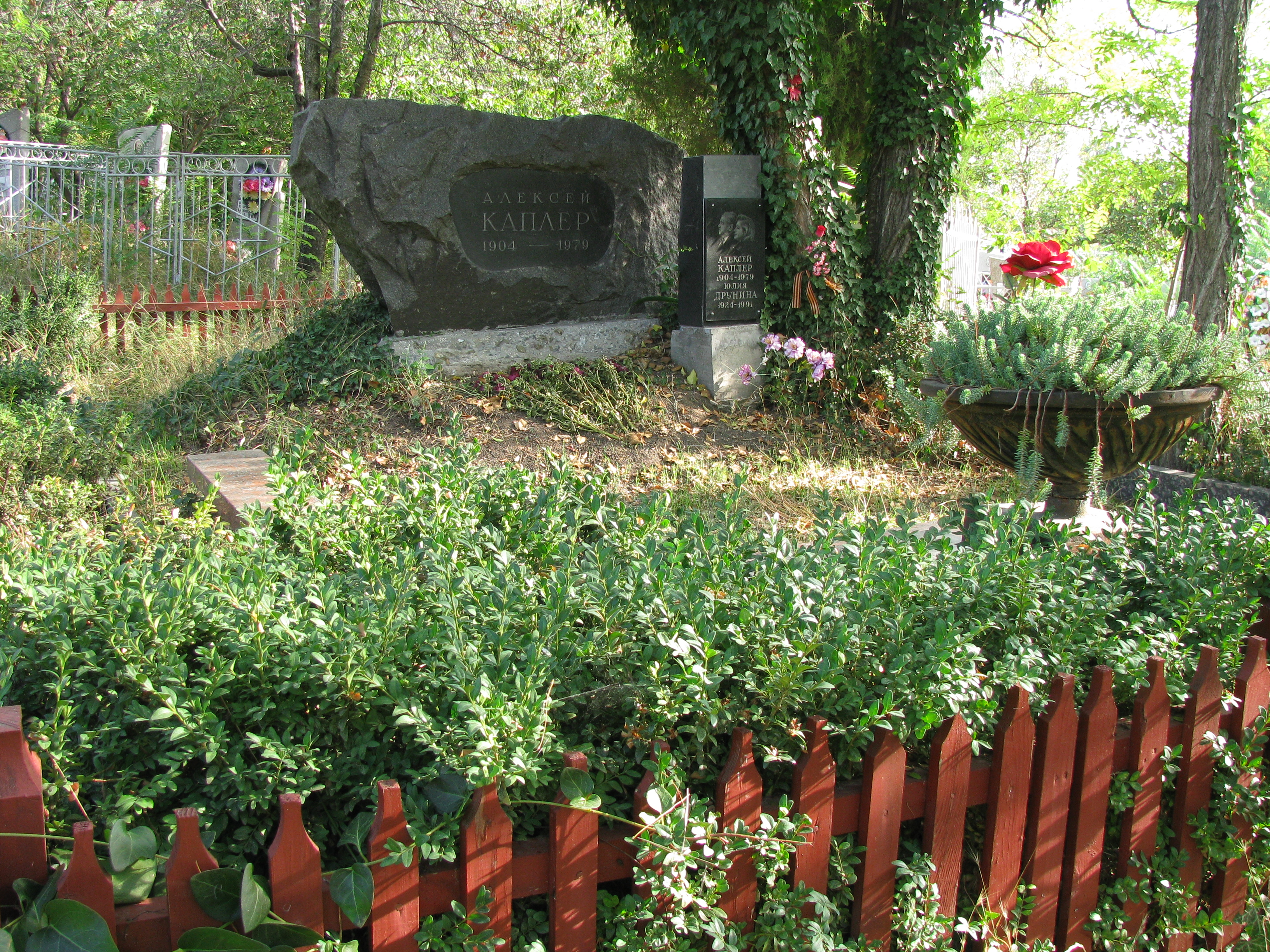